# Doriopsis
Doriopsis is een geslacht van weekdieren uit de klasse van de Gastropoda (slakken).

## Soorten
- Doriopsis bataviensis Bergh, 1890
- Doriopsis brockii Bergh, 1890
- Doriopsis granulosa Pease, 1860
- Doriopsis pecten (Collingwood, 1881)

### Taxon inquirendum
- Doriopsis affinis Bergh, 1875
- Doriopsis apicalis Bergh, 1890
- Doriopsis gibbulosa Bergh, 1879
- Doriopsis herpetica Bergh, 1879
- Doriopsis maculigera Bergh, 1875
- Doriopsis nicobarica Bergh, 1879
- Doriopsis pellucidae Bergh, 1879
- Doriopsis pudibunda Bergh, 1879
- Doriopsis semperi Bergh, 1875

### Synoniemen
- Doriopsis erubescens Bergh, 1905 => Dendrodoris fumata (Rüppell & Leuckart, 1830)
- Doriopsis flabellifera (Cheeseman, 1881) => Doris flabellifera Cheeseman, 1881
- Doriopsis fulva MacFarland, 1905 => Doriopsilla fulva (MacFarland, 1905)
- Doriopsis nigra (Simpson, 1855) => Dendrodoris nigra (Stimpson, 1855)
- Doriopsis ornata Bergh, 1877 => Atagema ornata (Ehrenberg, 1831)
- Doriopsis reticulata Cockerell, 1905 => Doriopsilla albopunctata (J. G. Cooper, 1863)
- Doriopsis rosea Vayssière, 1912 => Dendrodoris fumata (Rüppell & Leuckart, 1830)
- Doriopsis scabra Pease, 1871 => Doris granulosa (Pease, 1860) => Doriopsis granulosa Pease, 1860
- Doriopsis viridis Pease, 1861 => Doris viridis (Pease, 1861)